# Claus Hempler
Claus Hempler (født 4. januar 1970 i Højby, Odense) er en dansk sanger, sangskriver og musiker. Han var i slutningen af 1980'erne med til at stifte bandet Fielfraz, som han udgav tre studiealbum med. Da bandet gik i opløsning i slutningen af 1990'erne, fortsatte Hempler som solist.

## Historie
I starten af 90'erne var Claus Hempler sanger og naturligt midtpunkt i den unge fynske gruppe Fielfraz, der med en gennemsnitsalder på knap 20 år debuterede med albummet Shine i 1990. 
Musikken var baseret på den klassiske rockopskrift med guitar, bas og trommer  -med energisk, udadvendt og  et meget melodisk udtryk – i øvrigt produceret af den tidligere The Jam-producer, englænderen Peter Wilson.
På det tidspunkt havde de fire fynske fyre allerede spillet sammen i næsten ti år hjemme i Højby udenfor Odense, og mange anmeldere var imponerede over det ferme ubesværede samspil i gruppen. Enkelte gik ligefrem så langt som at tale om det "nye Gasolin" eller "D-A-Ds arvtagere". 
Sådan gik det ikke. Heller ikke selv om der kom lidt mere fylde på gruppens senere plader, og selv om gruppen på efterfølgeren Electric Eel atter blev produceret af en udenlandsk producer – denne gang Ian Taylor, som havde arbejdet sammen med bl.a. AC/DC.
Det så ud som om Fielfraz havde alle chancer for at slå igennem, det skete bare aldrig. Heller ikke da Damon Albarn fra Blur snakkede i rosende vendinger om gruppens tredje og sidste udgivelse, Slick fra 1996, og efterfølgende luftede planer om at bruge gruppen som opvarmningsband på en Europaturné.
I stedet har der været stille omkring Fielfraz siden 1997. Gruppen er vist aldrig blevet officielt opløst, men efter et tilløb på 7 år (og en enkelt jazz-udgivelse for Thomas Blachmanns ManRec undervejs) udsendte Claus Hempler sit første solo-album, som slet og ret bærer titlen 'Hempler'.
Stilen  er mere tilbagelænet og Hempler optræder som crooner. Musikken er blevet mindre elektrisk, mere "klassisk" i sit snit, med klare referencer til sangere og sangskrivere som Elvis Costello, David Bowie, Nick Cave, Steen Jørgensen og Scott Walker.
I 2014 optrådte Claus Hempler som underholdning ved Eurovision Song Contest 2014 sammen med blandt andet Jimmy Jørgensen, Bjørn Fjæstad, Mark Linn, Annika Aakjær og Louise Hart, hvor han sang en engelsk udgave af An die Freude, som også benyttes som Europas hymne.
I 2018 deltog Claus Hempler i TV2s programserie Toppen af Poppen, hvor han lavede covers til Annika Aakjær, Thøger Dixgaard, Søren Sko, Lis Sørensen, Pernille Rosendahl og Silas Bjerregaards sange. Derudover blev hans egne sange fortolket af de 6 nævnte kunstnere. I 2020-udgaven fortalte Hempler, at det var oplevelsen med at synge på dansk i 2018-udgaven af programmet, der inspirerede ham til at indspille et album på sit modersmål.
I 2019 udkom "Kuffert fuld af mursten", som høstede mange roser. Et reflekterende album med danske tekster, som Hempler i bladet Gymnasieskolen fortæller, at han har fundet inspiration til hos blandt andre forfatteren Karl Ove Knausgård og digteren Inger Christensen.

## Diskografi

### Album

#### Solo
- 1999 – Charm School for Popsingers
- 2004 – Hempler
- 2007 – Return of the Yes Man
- 2019 – Kuffert fuld af mursten

#### Dicte/Hempler
- 2012 – The Dark and Stormy Sessions (Live)
- 2017 – Uppers